# 信長包囲網
信長包囲網（のぶながほういもう）は、戦国時代末期より安土桃山時代初頭にかけて発生した反織田信長連合のことをいう。

## 発生経緯
永禄11年（1568年）2月8日、三好三人衆・阿波三好家と、松永久秀・三好家当主三好義継の権力抗争が続く中、戦いを優勢に進める三好三人衆方の推挙により阿波公方・足利義栄が第14代征夷大将軍（将軍）に就任した。しかし、室町幕府第13代将軍足利義輝の弟義昭は、これに抗い、同年9月、織田信長の軍事力を背景に上洛を果たし、同年10月2日、三好三人衆と阿波三好家の軍勢を阿波に追いやった。一方の松永久秀と三好義継は織田家に降った。10月18日足利義昭は第15代将軍に就任し、これにより、織田信長は将軍の後見人として権勢を振るうことになった。
永禄12年（1569年）1月、三好三人衆と三好笑岩が和泉に上陸、同5日に本圀寺の足利義昭、明智光秀を急襲したが、細川藤孝、三好義継、摂津国衆の伊丹親興、池田勝正、荒木村重らの援軍に敗れ、再度、阿波に逃亡した（本圀寺の変）。
こうした足利氏 - 織田氏と、阿波三好氏 - 三好三人衆との対立とは別に、同1月、織田信長は義昭の行動を制約する殿中御掟を出している。内容は信長が擁立した義昭を自身のコントロール下に置くことを目的としたものだったが、義昭は各地に密書を出すなど、これを無視して動くことがままあった。そして、形式的には臣下である信長に縛られることを嫌った義昭と、コントロールしようとする信長の間での対立は深刻化していくことになる。ただし、「信長が擁立した義昭を自身のコントロール下に置くことを目的とした」とする史料的な根拠はなく、あくまでも室町幕府の立て直しのために義昭との合意の上で出されたものだとする反論が近年相次いで出されている。
永禄12年2月、播磨の赤松政秀が織田信長に救援を要請。8月から9月にかけて義昭・信長の派遣した池田勝正、別所安治が浦上宗景を攻める。同時に、密かに信長と内通していた宇喜多直家も浦上宗景に対して反旗を翻した。しかし、義昭・信長勢は播磨の城を数ヶ所攻め落とすとすぐに撤退し、逆に浦上宗景は信長方の赤松政秀の龍野城を追い詰め、11月には政秀が降伏、宇喜多直家もその年のうちに宗景に謝罪して浦上家の傘下に戻っている。

## 第一次包囲網

### 浅井氏、三好三人衆、荒木氏、一向衆の叛旗
上洛した信長は、征夷大将軍・足利義昭の名目で各地の大名に上洛を促したが、朝倉義景はこれを無視し、両者の関係は悪化した。また、近年の説として、永禄11年（1568年）に朝倉義景が若狭国を制圧して国主の武田元明（母は義昭の姉妹）を連行して同国を支配下に置いたことにより、義昭と義景の関係も悪化していたことも指摘されている。
元亀元年（1570年）4月、信長は朝倉氏の越前へ遠征を行うが、北近江の浅井長政の裏切りにより撤退する（金ヶ崎の戦い）。
同年6月、信長は野洲河原の戦いにて、甲賀から北上し湖南に進出した六角義賢・義治父子を退けた。
同年6月末、信長は徳川家康と共に姉川の戦いで浅井・朝倉軍を破り、近江南部の支配権を確立し、近江北部も窺うようになった。また、この姉川の戦いの結果、横山城が陥落したこともあり、浅井・朝倉軍は琵琶湖東岸を南下することは困難となった。
しかし、同年6月19日、三好三人衆の１人三好長逸に通じた摂津の荒木村重が、池田城から主君・池田勝正を追放してしまう。これにより、同年7月21日、三好三人衆が摂津に再上陸、野田城、福島城を拠点に反織田の兵を挙げる。
同年8月、信長は三人衆を討つため足利義昭を奉じて摂津へ遠征し、野田・福島の戦いが発生した。この戦いは終始信長・義昭優勢で進み三好三人衆は和議を結ぼうとするほどであったが、戦の最中の9月13日、石山本願寺法主顕如が三好三人衆につき織田軍を攻撃、更に、浅井・朝倉軍が琵琶湖西岸を南下、信長の重臣森可成と弟信治が交戦するも敗死した。先行して京の様子を伺っていた柴田勝家から火急の報を受けた織田信長は浅井・朝倉軍に対処すべく、同9月23日、三人衆の討伐を諦め、摂津からの撤退を開始する。同27日には篠原長房率いる阿波・讃岐の軍勢が兵庫浦に上陸し山城へ向けて兵を進めている。
織田信長と比叡山延暦寺に篭った浅井・朝倉軍との対陣は年末まで続き（志賀の陣）、加えて顕如の命を受けて北伊勢で蜂起した伊勢長島一向一揆衆に、信長の弟信興が討たれるなど、織田家は各地で反信長勢力との戦闘を余儀なくされた。
同年10月30日、織田信長は本願寺顕如との和睦に成功する。11月には六角義賢・義治父子と和睦。また、篠原長房とも松永久秀の仲介により篠原と松永の間で人質交換が行われ11月21日に和睦が成立、織田信長は、一度は浅井・朝倉からの和議を拒絶し決戦を志すも、坂井政尚の戦死を受けて決定打を欠き、和睦へと動くことになった。比叡山との和睦の際に、朝廷と足利義昭が動く事態となっている。

### 参加勢力
- 本願寺（摂津、加賀） - 元亀元年（1570年）10月30日に和睦。
- 雑賀衆（紀伊） - 本願寺を支援。
- 六角義賢（近江） - 元亀元年（1570年）11月に和睦。
- 三好三人衆（摂津） - 元亀元年（1570年）11月21日に和睦。
- 篠原長房（阿波、讃岐、淡路） - 元亀元年（1570年）11月21日に和睦。
- 三好長治（阿波） - 篠原長房ともに畿内に上陸。
- 十河存保（讃岐） - 篠原長房ともに畿内に上陸。
- 安宅信康（淡路） - 篠原長房ともに畿内に上陸。
- 荒木村重（摂津） - 三好三人衆の上陸を支援。
- 池田知正（摂津） - 荒木村重と同調。
- 浅井長政（近江） - 元亀元年（1570年）12月に和睦。
- 朝倉義景（越前） - 元亀元年（1570年）12月に和睦。
- 比叡山延暦寺（近江） - 包囲網瓦解後も信長と対立を続ける。
- 筒井順慶（大和） - 信長方の松永久秀と対立を続ける。

## 第二次包囲網

### 阿波三好氏と松永氏の同盟
元亀2年（1571年）になると、義昭は自らに対する信長の影響力を相対的に弱めようとして、浅井氏・朝倉氏・三好氏・石山本願寺・延暦寺・六角氏・甲斐の武田信玄らに御内書を下しはじめた。ただし、後述のように信長と義昭の対立は深刻化しておらず、義昭の外交も浅井氏・織田氏・朝倉氏の和睦（「江濃越一和」）などを実現させることで彼らに対する将軍の影響力を強めて政権の安定化を図ったものとする見方もある。
元亀2年2月、織田信長は浅井長政の妨害を排除して長政の重臣磯野員昌を調略して佐和山城を降し、近江南部の支配を確固たるものにすると、同年5月に北伊勢の長島一向一揆を攻撃、同年9月には比叡山延暦寺を焼き討ちし、分散している反織田勢力の鎮圧に努めた。
同年5月、篠原長房の率いる阿波・讃岐の軍勢が浦上宗景、宇喜多直家の要請に応じ備前児島に上陸、毛利氏を撃退している（本太城合戦）。翌6月12日、足利義昭と織田信長は篠原長房討伐の御内書を小早川隆景に与えており、毛利家・織田家・将軍足利義昭が阿波三好家・浦上家に対し、共闘しつつあった事がわかっている。また、河内高屋城の畠山昭高（信長妹の婿）と和泉岸和田城の松浦光も、それぞれ天正元年（1573年）、天正3年（1575年）に家臣に暗殺されるまで三好勢と抗争を続けている。
同年6月11日、篠原長房の率いる阿波・讃岐の軍勢が畿内に再上陸し、畠山昭高の高屋城を攻撃しており、同年8月末には、摂津の荒木村重と池田知正が、足利義昭方の茨木重朝、摂津三守護の伊丹親興、同じく和田惟政を攻め、重朝と惟政を討ち取っている。勢いに乗った池田勢は茨木城、郡山城を攻め落とし、京都の手前にあって和田惟長の籠る高槻城を攻囲する。これに松永久秀・久通父子、三好義継が篠原長房と同盟して攻囲軍に加わり、フロイスの『日本史』によると、高槻城の城下町を2日2晩かけてすべて焼き払い破壊したとされる。3か月間の攻城戦の後、織田信長が9月9日に佐久間信盛を、足利義昭が9月24日に明智光秀を派遣したところ、荒木村重らは兵を引き上げている（白井河原の戦い）。
ただし、近年では「信長包囲網」と称しても内実は複雑で、信長と対立する浅井・朝倉に対して、三好・松永が対立していたのは足利義昭であって信長はその同盟者であるという認識の違いを有していたとみられている。

### 織田信長と足利義昭の対立
元亀3年（1572年）閏1月4日には、高屋城において三好家に通じた遊佐信教による畠山昭高暗殺未遂事件が発生している（『多聞院日記』）。
同年3月、織田信長は北近江へ出陣し、浅井長政の居城小谷城に対して付け城を築いて包囲する。長政が北近江に釘付けとなったことで、美濃と京都を結ぶ連絡線は安泰となり、近江の戦況は信長有利に推移する。
同年5月、松永久秀が三好義継と共に畠山昭高の領内・河内交野城を攻めたが、信長が佐久間信盛、柴田勝家等の援軍を送った為、松永・三好の両名はそれぞれ大和信貴山城、河内若江城に籠っている。
同年7月、信長は北近江に再び出陣して虎御前山砦を築き、朝倉軍による来援を阻止できるようにして小谷城の攻囲を強める。
北近江戦線は膠着状態だったが、8月に朝倉義景の家臣前波吉継、富田長繁が織田軍に降伏している。
同年9月、信長は足利義昭と武田信玄を通じ石山本願寺との和睦交渉を進めているが、その成立は確認されてない。その後の経緯から、この交渉は途中で放棄されたと推測される。
同年10月、信長は足利義昭に対して17条からなる詰問文を送り、両者の対立は決定的なものになる（ただし、後述のように両者の決裂をもっと後日のこととする説もある）。また、近江では同月に長政の家臣宮部継潤が横山城の守将木下秀吉の調略で信長に寝返るなど、やや小康状態となる。
同年10月、東海方面では武田信玄が多数の軍勢を集め、徳川家康の領内に侵入し、美濃に別働隊を向かわせる。同年12月に発生した三方ヶ原の戦いでは徳川家康と信長の援軍が信玄の前に大敗を喫した（なお、信玄のこの挙兵の目的については諸説ある。詳細は西上作戦を参照）。また、信玄が信長との対決を視野に入れて三河に侵攻し、元亀4年2月、足利義昭が信玄の加入で信長勢力と反信長勢力の立場が逆転したとみて、信長と協力して天下静謐を図る路線を放棄して信玄との連携・天下静謐の確立へと方針転換した（信長包囲網が確立された）とする説もある。なお、義昭は挙兵とほぼ同時に義昭打倒の意向を有していた三好・松永と和睦を結んでいる。
同年12月、篠原長房は淡路に戻って禁制を発給しているが、その嫡子・篠原長重が高槻を超え、山城大山崎の離宮八幡宮にて禁制を発給している。また、山城淀古城も三好三人衆の一人岩成友通のものとなっている。

### 武田信玄の死と包囲網瓦解
元亀4年（1573年）1月、三方ヶ原における武田軍の勝報を受けて義昭は、それまでの信長との表面的な友好関係を脱し、自ら二条御所に篭って挙兵した。当初は義昭との講和を目論むも、拒絶された信長は同年3月末、遂に京都へ出兵。京都に着陣した頃には、摂津の荒木村重と、義昭の配下だった細川藤孝が信長派へ転属した。義昭を攻めた信長だったが、天皇の勅命で4月5日に講和を結んだ。
なお徳川領に侵攻中だった武田勢では、本国・甲斐への撤退中の同年4月12日に信玄が病死した。一方、阿波では同年5月から7月にかけて、篠原長房が主君三好長治、十河存保に攻められ自害している（上桜城の戦い）。
同年7月3日、和睦から3か月ほどで義昭が再挙兵し（義昭は信玄の死を知らなかったと思われる）、槇島城に籠った。更に高屋城では、三好三人衆と結んだ遊佐信教が畠山昭高を殺害して実権を握った。信長は槇島城に篭る義昭を攻め、追放している（槇島城の戦い）。7月28日に、信長は元号を元亀から天正と改元。直後の8月2日に、淀城に立て籠る三好三人衆の岩成友通を討ち取った（第二次淀古城の戦い）。
天正元年8月8日、浅井長政配下の阿閉貞征が降伏したのを受け、信長が小谷城を包囲して浅井氏を追い込むと、朝倉義景の軍勢が浅井氏の救援に現れた。しかし夜陰に乗じて密かに越前へ撤退する朝倉軍を、追撃した信長は刀根坂の戦いなどで撃破し、越前まで乱入。8月20日に義景を自害させると、すぐさま小谷城攻めを開始し、9月1日に長政も自害に追い込んだ。
同年11月、三好義継を若江城の戦いで自害させ、翌月松永久秀を降し、包囲網を瓦解させた。
同18日、本願寺から信長に茶器「白天目」が送られており、両者の間で和平が成立したと考えられる。

### 参加勢力
- 比叡山延暦寺 （近江）- 元亀2年（1571年）9月、焼き討ちを受けて壊滅。
- 筒井順慶 （大和）- 元亀2年（1571年）11月、明智光秀と佐久間信盛の斡旋により信長に臣従。
- 和田惟長 （摂津）- 元亀4年（1573年）3月10日頃、旗幟不鮮明であったが、家臣の高山友照と斬り合い、致命傷を負う。
- 荒木村重 （摂津）- 元亀4年（1573年）3月29日、織田家に寝返り逢坂関にて信長に謁見する。
- 池田知正 （摂津）- 元亀4年（1573年）3月頃、家臣の荒木村重が信長に寝返った為、追放される。
- 武田信玄 （甲斐、信濃、駿河） - 元亀4年（1573年）4月12日、帰国途上に信玄が病死。勝頼が対立を継続。
- 北条氏政（伊豆、相模、武蔵） - 武田氏と同盟し、遠江に援軍を派遣した。
- 篠原長房 (淡路、讃岐、阿波) - 元亀4年（1573年）7月16日、主君三好長治、十河存保の攻撃を受け自害。結果的に両名も信長包囲網から離脱。
- 三好三人衆 （山城・摂津） - 天正元年（1573年）8月2日、岩成友通が討死。同月、三好長逸と三好政康が逃亡。
- 足利義昭 （山城） - 元亀4年（1573年）7月18日、槇島城の戦いに敗れ、京都から追放される。
- 内藤如安 （丹波） - 足利義昭を支援し、2千の兵を率い、二条御所に入城した。
- 朝倉義景 （越前） - 天正元年（1573年）8月20日、自害。朝倉氏は滅亡。
- 浅井長政 （近江） - 天正元年（1573年）9月1日、自害。浅井氏は滅亡。
- 本願寺 （摂津、加賀） - 天正元年（1573年）11月頃、信長と和睦、その後再度対立。
- 三好義継 （河内） - 天正元年（1573年）11月に自害。
- 松永久秀 （大和） - 天正元年（1573年）12月末に降伏。
- 遊佐信教 （河内） -天正2年（1574年）4月、高屋城において戦死。
- 六角義賢 （近江）- 天正2年（1574年）4月13日、甲賀郡北部の石部城から南部の信楽に逃れ、抗争を続ける。
- 伊丹親興 （摂津） -天正2年（1574年）11月、伊丹城を荒木村重に攻められ自害。
- 長島願証寺（伊勢） -天正2年（1574年）9月、焼き討ちを受けて壊滅。
- 三好笑岩（河内） - 天正3年（1575年）4月、高屋城にて降伏。
- 日根野弘就（伊勢） - 長島一向一揆に参加。その後、織田家に仕官。
- 遠藤慶隆（美濃） - 武田信玄に内応していたが、処罰されず存続。
- 雑賀衆 （紀伊） - 本願寺を支援し抗争を継続。
- 甲賀衆 （近江） - 足利義昭や六角義賢を支援。
- 伊賀衆 （伊賀） - 足利義昭や六角義賢を支援。

## 包囲網の瓦解から再構築まで
こうして天正元年末には包囲網は実質的に瓦解した。しかし、生き残った本願寺は顕如の指導の下石山本願寺に篭り、各地の一向門徒を決起させて信長に対する対立姿勢を強めていった。特に天正2年（1574年）1月に発生した越前一向一揆は5月までに越前を占領し、従前より本願寺の影響下にあった加賀を含めて北陸で強大な地盤を築こうとした。しかし、包囲網の瓦解により、圧力を受けることが少なくなっていた信長はこうした一向一揆に対して積極的な反撃に出て、石山本願寺を配下の塙直政を中心とする部隊に包囲させると共に、長島一向一揆を天正2年9月に、越前一向一揆を天正3年（1575年）5月ごろまでに鎮圧し、本願寺の影響力を削いでいる。
また、信玄が死んだとはいえ武田氏は勝頼の下で依然として強大な勢力であり、徳川領の三河、遠江へ度々侵攻して家康を悩ませていた。特にこの時期に遠江の要衝高天神城が陥落しており、家康は苦戦していた。しかし、続いて天正3年に勝頼が三河の長篠城へ侵攻したことがきっかけとなって発生した長篠の戦いでは、信長と家康の連合軍の前に勝頼は敗北を喫している。勝頼は直後の岩村城の戦い、二俣城の戦いで東美濃の要衝岩村城と遠江の要衝二俣城を失ったこともあり、これ以後、家康との戦いは続けるものの、中央の信長包囲網に積極的な関与はできなくなっている。
一方、天正元年に京都を追放された足利義昭は信長の護衛の下、まだ三好義継が健在だった若江城に移送された後、和泉堺、紀伊興国寺へと転々とし、最終的には天正4年（1576年）になって毛利輝元を頼り、毛利氏の庇護下に入って、当時毛利領だった備後鞆へと移っている。

## 第三次包囲網

### 包囲網の再構築
天正4年2月、足利義昭は中国地方を支配していた毛利氏を頼り、備後の鞆に動座して毛利輝元の庇護を受けたが、それ以前の紀伊にいた頃から信長包囲網の再構築を企図していた。当時、義昭は形式的には征夷大将軍であり、将軍として御内書を出して各地の大名の糾合に務めている。この結果、長らく信長と対立していた本願寺、紀伊の鈴木氏、武田氏のみならず中国の毛利氏、山陽の宇喜多氏、北陸の上杉氏、松永氏などが包囲網に参加した。
また、こうした義昭の動きは、信長の傘下に入っていた勢力に動揺を与えた。特に半独立を保ちながら信長に寄騎していた丹波の波多野秀治、但馬の山名祐豊が天正3年年末から天正4年初頭にかけて相次いで叛旗を翻し、信長包囲網に加わった。
こうして反織田勢力が再び結集されたことに対して、信長は石山本願寺を従前どおり塙直政に包囲させるとともに、一向一揆を鎮圧した越前には柴田勝家を送り、加賀一向一揆の鎮圧と北陸への侵攻を企図している。

### 本願寺への攻勢
天正4年4月、信長は冷戦状態が続いていた石山本願寺に対して攻勢に出ることを決断し、塙直政、明智光秀らを中心とする軍勢が天王寺方面を攻略しようとした。一方、6年前の野田・福島の戦いでも織田方を脅かした鈴木重秀はこの時も本願寺方についており、鉄砲の扱いを熟知した雑賀衆の前に織田軍は苦戦を余儀なくされ、三津寺の戦いでは畿内統治の鍵を握っていた塙直政が討死し、明智光秀が天王寺砦に籠城する結果となった。天王寺砦に籠城する光秀らを信長が後詰して発生した天王寺合戦では寡兵ながらも信長の陣頭指揮で本願寺軍を押し返したが、信長自身が負傷するなど、一進一退の攻防が続いた。信長はこの後佐久間信盛を本願寺包囲軍の主将に置いて作戦を包囲戦に切り替えた。
一方、柴田勝家は越前から加賀に侵攻した。かつて加賀一向一揆を支えていた指導者の多くが越前が鎮圧された時に死亡しており、加賀一向一揆は組織だった反撃ができないまま、織田方が優勢となった。

### 毛利氏、上杉氏の本格介入と松永久秀の謀叛
このように本願寺に対する信長の圧力が強まる中、天正4年4月にそれまで信長と同盟関係にあった上杉謙信が石山本願寺と和睦交渉を開始、5月中旬に講和を成立させた。謙信が本願寺と講和に踏み切った背景には、毛利輝元に庇護されていた足利義昭が謙信に幕府再興を要請したからとされる。これにより、本願寺、毛利輝元、上杉謙信の同盟が成立し、信長と謙信の同盟は破綻した。
そして、北陸では上杉謙信が一向一揆と同盟を結んで越中から能登へ侵攻を開始し、畿内では毛利輝元が石山本願寺への海上からの補給を試みた。毛利氏の補給作戦については、毛利輝元配下の村上元吉らが7月13日に来援し、大阪湾木津川河口で織田方の水軍を破り、石山本願寺への補給が成功している（第一次木津川口の戦い）。また、謙信は11月から畠山氏の籠城する能登七尾城を包囲するが、堅城であるため、強攻することもできず、翌天正5年（1577年）3月に本国の越後が後北条氏の侵攻を受けたため撤退している。
翌天正5年になって、信長はまず本願寺の有力な寄騎である雑賀衆を離反させるべく、2月から紀州征伐を行った。この紀州征伐により雑賀衆は打撃を受け、形式的な降伏をしており、本願寺に対する包囲はより厳しいものとなった。しかし、8月に入り、包囲の要衝である天王寺砦を守っていた松永久秀が突如砦を焼いて撤退し、謀叛を起こした。この松永久秀の謀叛に対して、信長は嫡男信忠率いる一軍を大和に派遣し、10月までに久秀の居城である大和信貴山城を陥落させ、謀叛を鎮圧した。
これらと並行して柴田勝家は加賀侵攻を継続していたが、天正5年7月になって七尾城が再び謙信の侵攻を受けたことから後詰の要請を受け、これを容れて能登への遠征を開始した。しかし、七尾城は勝家の援軍を待たず9月に陥落し、七尾城陥落を知った勝家は撤退するが、手取川で上杉軍の襲撃を受けて敗北した。（手取川の戦い）
また、丹波方面において、天正5年末から亀山城主内藤定政が病死したことを受けて明智光秀を主将とする織田軍が丹波に侵攻し、八上城、黒井城を攻略しようとして八上城の戦い、黒井城の戦いが発生している。

### 上杉謙信の病死と畿内の戦い
天正6年（1578年）になり、3月に上杉謙信が病没し、甥の上杉景勝と上杉景虎による上杉氏の跡目争いである御館の乱が発生したことで上杉氏は北陸方面で大幅な後退を余儀なくされた。また、これにより信長は手取川の戦いの時のように柴田勝家に援軍を送る必要もなくなり、丹波黒井城主赤井直正もこの時期に病死したことで丹波方面でも織田方が優勢となるなど、信長にとって有利な環境が構築されつつあった。
この為、信長は羽柴秀吉（木下から改姓）に軍勢を与えて播磨に侵攻させたが、毛利輝元も与力していた宇喜多氏とともに自ら軍勢を率いて播磨まで進出し、同時期に三木城主別所長治が毛利方についたことにより、播磨の戦況は芳しくなくなった。特に毛利勢は尼子勝久・山中幸盛が守る上月城を攻め、上月城の戦いが発生したが、秀吉は三木城攻めに専念するため、勝久らを見捨てざるを得なくなっている。
こうした毛利勢の播磨への進出を受け、10月に荒木村重が謀叛を起こし、摂津伊丹の有岡城に籠城した。これにより、石山本願寺包囲網の一角に穴が開くとともに、秀吉が攻めていた三木城への補給も可能となったため、信長は即座に派兵し、1ヶ月で村重組下の高槻城主高山右近、茨木城主中川清秀、摂津多田山下城の塩川国満などを降伏させ、有岡城攻城戦を開始し、石山本願寺への補給路を速やかに断った。また、12月には再び石山本願寺へ海上から補給しようとした毛利氏の水軍と織田氏の水軍の間で第二次木津川口の戦いが発生したが、前回とは違い、織田方が勝利を収めている。

### 毛利氏の退潮と包囲網の瓦解
天正7年（1579年）になり、畿内では荒木村重は有岡城にて、別所長治は三木城にてそれぞれ織田勢の包囲下に置かれることになり、石山本願寺も海上補給の失敗により孤立を深め、丹波の波多野氏、赤井氏なども織田勢の攻勢を受けるなど、徐々に織田軍優勢の形が作られていった。こうした中、5月に波多野氏の居城八上城が、8月に赤井氏の居城黒井城が落ち、次いで孤立を深めつつあった有岡城では9月に城主荒木村重が逃亡し、10月には陥落している。別所長治は抗戦を続けていたが、10月に入って今度は備前の有力国衆であった宇喜多直家が毛利氏の下を離れて織田方についたことにより、完全に補給路が断たれることになった。
天正8年（1580年）1月、三木城が陥落し別所長治が自害すると、閏3月には本願寺法主顕如は石山本願寺を明け渡し、信長との講和に合意した。これにより、10年に及ぶ石山合戦が終結している。この石山本願寺の陥落を持って第三次信長包囲網もほぼ瓦解した。

### 本能寺の変と信長包囲網の終焉
天正10年（1582年）3月、武田勝頼が甲州征伐で自害し、毛利輝元と上杉景勝は武田氏滅亡後も織田氏との戦いを継続したものの、極めて不利な状況となった。その後、5月に信長は毛利輝元を討伐するため、京の本能寺で自ら中国地方へ赴く準備をしていた。しかし、6月に信長が本能寺の変で横死したことで、織田氏と毛利氏、上杉氏の戦いは決着がつかないまま、自然消滅することになった。
信長の死後、元織田家臣である羽柴秀吉が織田氏を傘下に加える巨大勢力を保持して覇権を握ると、輝元と景勝の両者は秀吉と友好関係を結び、臣従することでその勢力を保った。

### 参加勢力
- 鈴木氏（紀伊） - 天正5年（1577年）3月に信長に降伏するも7月には反旗を翻し抗争を継続。1580年の本願寺の戦線離脱に伴い、親織田派と反織田派に分裂。一部の勢力は織田に従った。
- 松永久秀（大和） - 信長を裏切り大和信貴山城に籠城も天正5年（1577年）10月、自害。一族とともに滅亡。
- 上杉謙信（越後、越中） - 天正6年（1578年）3月、謙信が病死、御館の乱を経て後を継いだ養子の景勝は加賀、能登から撤退し以後も抗争を継続。信長の死後、秀吉の傘下に入る。
- 赤井直正（丹波） - 天正6年（1578年）3月に直正は病死、残った赤井氏は天正7年9月の黒井城の戦いに敗れ、離散した。
- 波多野秀治（丹波） - 天正7年（1579年）6月、降伏するが処刑。一族とともに滅亡。
- 内藤貞勝 （丹波） - 天正7年（1578年）6月に本拠の八木城が落城。
- 宇津頼重 （丹波） - 天正7年（1578年）7月に本拠の宇津城が落城。
- 荒木村重（摂津） - 信長を裏切り包囲網に加わるが、天正7年（1579年）9月、有岡城を捨て逃亡。後に秀吉の家臣となる。
- 宇喜多直家（備前） - 天正7年（1579年）10月、降伏。以後、親織田勢力として存続。
- 別所長治（播磨） - 天正8年（1580年）1月、自害。滅亡したが一族は生き延び織田に従った。
- 本願寺（摂津） - 天正8年（1580年）閏3月、講和。同年8月、石山本願寺を明け渡した。信長の死後、秀吉の傘下に入る。
- 山名氏（但馬、因幡）- 天正8年（1580年）5月、祐豊が病死、嫡男堯熙は降伏。一族とともに親織田勢力として存続。
- 菅達長（淡路） - 天正9年（1581年）11月、羽柴秀吉と池田元助に岩屋城を攻められ、紀伊などに潜伏。
- 武田勝頼（甲斐、信濃、駿河） - 天正10年（1582年）3月、自害。滅亡したが一族は生き延び上杉に従った。
- 足利義昭（備後） - 鞆の浦に在国して、毛利氏と共に抗争を継続。信長の死後、豊臣政権が成立すると、天正16年（1588年）1月に将軍職を朝廷に返上。
- 毛利輝元（安芸、備後、備中等） - 播磨から撤退し、以後も抗争を継続。信長の死後、秀吉の傘下に入る。
- 村上武吉（伊予・能島） - 毛利氏と共に抗争を継続。信長の死後、秀吉の傘下に入る。
- 村上吉充（伊予・因島） - 毛利氏と共に抗争を継続。信長の死後、秀吉の傘下に入る。

## 信長包囲網を扱った作品
- 『信長公記』／『真本・信長公記』コマンドマガジン - 信長対反信長勢力による二人プレイ用ウォーゲーム
- 『元亀争乱 ソリティア信長包囲網』ウォーゲーム日本史  - 上洛戦以後の信長の天下取りを再現した一人プレイ専用シミュレーション
- 『信長包囲戦』ゲームジャーナル - 信長対反信長勢力によるカードドリブンゲーム
- 赤神諒『酔象の流儀　朝倉盛衰記』（講談社、2018年12月18日）ISBN 978-4-06-514035-2
- 西村弘毅 『或る一族の肖像』（郁朋社、2024年）第一次信長包囲網の始まりを含んだ歴史小説 ISBN 978-4-87302-824-8